# یواس‌اس کلیتای (ای‌اس-۲۶)
یواس‌اس کلیتای (ای‌اس-۲۶) (به انگلیسی: USS Clytie (AS-26)) یک زیردریایی است که طول آن ۴۹۲ فوت (۱۵۰ متر) می‌باشد. این زیردریایی در سال ۱۹۴۳ ساخته شد.